# Soft Machine
Soft Machine foi uma banda do Reino Unido pioneira de rock psicodélico e jazz de Cantuária, Inglaterra. O nome foi originado do livro de mesmo nome de William S. Burroughs. Foi uma das principais banda do movimento musical Canterbury.

## História
O Soft Machine surgiu de uma banda anterior chamada Wilde Flowers, que já havia incluído em diversos momentos Brian Hopper (guitarra, saxofone e flauta), Hugh Hopper (baixo), Robert Wyatt (bateria e vocal), Kevin Ayers (vocal), Richard Sinclair (guitarra e vocal), Pye Hastings (guitarra e vocal), David Sinclair (teclado) e Richard Coughlan (bateria). Os quatro últimos formaram o Caravan, outra banda famosa do movimento Canterbury.
O Soft Machine foi formado em 1966 por Robert Wyatt na bateria e vocal, Kevin Ayers no baixo e vocal, Daevid Allen na guitarra e Mike Ratledge no teclado. Gravaram o primeiro e único single da banda e outras gravações demo que foram lançadas vários anos depois. Em 1967, após retorno de uma apresentação na França, Allen, que era australiano, foi proibido de reentrar na Inglaterra, então o grupo continuou como um trio. Em 1968 eles realizaram turnê pelos Estados Unidos, abrindo para a Jimi Hendrix Experience. Durante essa turnê ele gravaram seu primeiro álbum, em Nova Iorque. Após a saída de Ayer, no final da mesma turnê, o Soft Machine refez a formação com a inclusão de Hugh Hopper no baixo. Gravaram o segundo álbum em 1969.
Após o período ímpar do rock psicodélico, com Ayers e Wyatt cantando na maioria das canções, Volume Two lançou uma transição da banda para um som mais instrumental, o que hoje é considerado como fusion jazz. A banda passou a ter sete integrantes em 1969, com a adição de quatro instrumentistas de sopro. Mas após alguns meses somente o saxofonista Elton Dean permaneceu na banda. O resultado foi a formação clássica do Soft Machine, composta por Wyatt, Hopper, Ratledge e Dean. Gravaram Third em 1970 e Fourth em 1971, com a presença de vários convidados, a maioria músicos de jazz, como Lyn Dobson, Nick Evans, Marc Charig, Jimmy Hastings, Rab Spall e Roy Babbington. Todos os membros da formação clássica possuiam grande experiência em estilos musicais. A tendência da banda em construir suítes extensas de composições regulares atingiu seu ápice com o álbum Third
Agora é que vem a fase jazz-rock-progressivo com as participações dos seguintes
músicos: Allan Holdsworth(guitarra) Karl Jenkins (sax soprano, barítono, oboé e teclados)
John Marshall(bateria) que substituiu Wyatt, que também teve a participação do baixista do BRAND-X Percy Jones e Roy Babbington também no baixo.E os músicos supracitados acima.
Após discussões sobre a direção musical da banda, Wyatt deixou o grupo em 1971 e formou o Matching Mole (em inglês um trocadilho para machine molle, a tradução francesa para soft machine). Ele foi temporariamente substituído pelo baterista australiano Phil Howard, mas desavenças musicais o fizeram ser retirado da banda. Poucos meses depois Dean também deixou o Soft Machine. Eles foram substituídos respectivamente por John Marshall (bateria) e Karl Jenkins (teclado), ambos ex-membros de Nucleus, banda de Ian Carr. Em 1973 Hopper deixou a banda, seguido de Ratledge em 1976. Ratledge era o último membro da formação original. Outros músicos da banda durante períodos posteriores foram os baixistas Roy Babbington e Steve Cook, os guitarristas Allan Holdsworth e John Etheridge, o saxofonista Alan Wakeman e o violinista Ric Sanders. As gravações e apresentações de 1978 foram as últimas da banda. O nome Soft Machine foi utilizado na gravação de 1981 Land of Cockayne, e por algumas apresentações em 1984 de uma banda que incluia Jenkins e Marshall.
Desde 1988 várias gravações ao vivo da banda vêm sendo lançadas em CD. Em 2002, Hugh Hopper, Elton Dean, John Marshall e Allan Holdsworth realizaram turnê com o nome Soft Works. Em 2005. com a substituição de Holdsworth por John Etheridge, realizaram turnê e gravaram Soft Machine Legacy. Elton Dean faleceu em Fevereiro de 2006, sendo substituído por Theo Travis.
Em setembro de 2005 foi lançada a biografia do Soft Machine sob o título de Out-Bloody-Rageous, por Graham Bennett.

## Integrantes
Em destaque aparecem os integrantes da formação clássica da banda, que, entre outras obras, gravou o álbum Third.
- Robert Wyatt - bateria e vocal (ex-Wilde Flowers) (1966-1971)
- Kevin Ayers - baixo e vocal (ex-Wilde Flowers) (1966-1968)
- Daevid Allen - guitarra (1966-1967)
- Mike Ratledge - teclado (1966-1976)
- Hugh Hopper - baixo (ex-Wilde Flowers) (1968-1973)
- Elton Dean - saxofone (1969-1971)
- Phil Howard - bateria (1971)
- John Marshall - bateria (ex-Nucleus) (1971-1978)
- Karl Jenkins - teclado (ex-Nucleus) (1971-1978)
- Roy Babbington - baixo
- Steve Cook - baixo
- Allan Holdsworth - guitarra
- John Ethridge - guitarra
- Alan Wakeman - saxofone
- Ric Sanders - violino

## Discografia

### Álbuns
- The Soft Machine (ABC/Probe, 1968)
- Volume Two (ABC/Probe, 1969)
- Third (Columbia, 1970)
- Fourth (Columbia, 1971)
- Five (Columbia, 1972)
- Six (Columbia, 1973)
- Seven (Columbia, 1973)
- Bundles (Harvest, 1975)
- Softs (Harvest, 1976)
- Land of Cockayne (EMI, 1981)
- The Peel Sessions (gravado em 1969-1971) (Strange Fruit, 1991)
- Spaced (gravado em 1969) (Cuneiform, 1996)
- Virtually (gravado em 1971) (Cuneiform, 1998)
- Noisette (gravado em 1970) (Cuneiform, 2000)
- Backwards (gravado em 1968-1970) (Cuneiform, 2002)
- Facelift (gravado em 1970) (Voiceprint, 2002)
- Somewhere In Soho (gravado em 1970) (Voiceprint, 2004)
- Breda Reactor (gravado em 1970) (Voiceprint, 2005)
- Grides (gravado em 1970) (Cuneiform Records, 2006)

### Compilações
- Rock Generation Vol. 7 (gravações demo de 1967) (BYG, 1972)
- Rock Generation Vol. 8 (gravações demo de 1967) (BYG, 1972)
- At the Beginning (gravações demo de 1967 previamente em Rock Generation; também chamado Jet-Propelled Photographs) (Charly, 1976)
- Triple Echo (compilação de três canções, 1967-1976) (Harvest, 1977)
- BBC Radio 1967-1971 (Hux, 2003)
- BBC Radio 1971-1974 (Hux, 2003)
- Out-Bloody-Rageous (canções de 1967-1973) (Sony, 2005)

### Ao vivo
- Alive & Well: Recorded in Paris (Harvest, 1978)
- Live at the Proms 1970 (Reckless, 1988)
- BBC Radio 1 Live in Concert 1971 (Windsong, 1993)
- BBC Radio 1 Live In Concert 1972 (Windsong, 1994)
- Live at the Paradiso 1969 (Voiceprint, 1995)
- Live In France (recorded 1972; also issued as Live in Paris) (One Way, 1995)
- Floating World Live (gravado em 1975) (MoonJune Records, 2006)

### Singles
- Love Makes Sweet Music/Feelin', Reelin', Squeelin' (Polydor UK, 1968)

## Curiosidades

### Premiações
- O álbum no qual Jenkins tocou pela primeira vez no Soft Machine, Six, ganhou a premiação de melhor álbum britânico de jazz no Melody Maker em 1973.
- O Soft Machine foi escolhido como a melhor banda pequena de jazz no Melody Maker em 1974.
- O nome do saxofonista Elton Dean inspirou Reginald Kenneth Dwight no nome artístico junto com Long John Baldry da banda Bluesology: Elton John.